# Mike Fitzpatrick
Michael G. "Mike" Fitzpatrick, född 28 juni 1963 i Philadelphia, Pennsylvania, död 6 januari 2020 i Levittown, Pennsylvania, var en amerikansk republikansk politiker. Han var ledamot av USA:s representanthus 2005–2007 och på nytt 2011–2017.
Fitzpatrick avlade 1985 kandidatexamen vid St. Thomas University och 1988 juristexamen vid Dickinson School of Law. Därefter inledde han sin karriär som advokat.
I mellanårsvalet i USA 2006 besegrades Fitzpatrick av Patrick Murphy efter endast en mandatperiod i representanthuset. Fitzpatrick utmanade Murphy på nytt i mellanårsvalet i USA 2010 och vann.